# Бетел Ејкерс (Оклахома)
Бетел Ејкерс (енгл. Bethel Acres) град је у америчкој савезној држави Оклахома.

## Демографија
По попису из 2010. године број становника је 2.895, што је 160 (5,9%) становника више него 2000. године.
| Група             | 2000.         | 2010.         |
| Белци             | 2.410 (88,1%) | 2.427 (83,8%) |
| Афроамериканци    | 14 (0,5%)     | 34 (1,2%)     |
| Азијати           | 9 (0,3%)      | 5 (0,2%)      |
| Хиспаноамериканци | 36 (1,3%)     | 54 (1,9%)     |
| Укупно            | 2.735         | 2.895         |